# Gouvernement Oleksy
 (septembre 2023).
Si vous disposez d'ouvrages ou d'articles de référence ou si vous connaissez des sites web de qualité traitant du thème abordé ici, merci de compléter l'article en donnant les références utiles à sa vérifiabilité et en les liant à la section « Notes et références ».
IIIe République
Pawlak Cimoszewicz
Le gouvernement Oleksy (en polonais : Rząd Józefa Oleksego) est le gouvernement de la République de Pologne entre le 7 mars 1995 et le 7 février 1996, en fonction durant la deuxième législature de la Diète.

## Coalition et historique
Dirigé par le nouveau président du Conseil des ministres social-démocrate Józef Oleksy, précédemment président de la Diète, ce gouvernement est constitué et soutenu par une coalition de centre gauche entre la Social-démocratie de la République de Pologne (SdRP) et le Parti paysan polonais (PSL). Ensemble, ils disposent de 303 députés sur 460, soit 65,9 % des sièges de la Diète.
Il est formé à la suite de la démission du président du conseil Waldemar Pawlak, au pouvoir depuis octobre 1993. Il succède donc au gouvernement Pawlak II, constitué et soutenu par une coalition identique.

### Formation
Étant arrivés en tête lors des élections du 19 septembre 1993, la SdRP et le PSL avaient décidé de former une coalition largement majoritaire. Cependant, les désaccords entre les deux formations, ainsi que les mésententes personnelles ont fragilisé l'exécutif. Les tentatives du président de la République Lech Wałęsa, forcé à la cohabitation, de modifier l'équilibre des pouvoirs dans le système politique ont finalement poussé le chef du gouvernement à remettre sa démission le 1er mars 1995.
Six jours plus tard, après avoir mené les consultations d'usage, le chef de l'État confie au président de la Diète Józef Oleksy le soin de former le nouveau gouvernement. Ce dernier maintient l'alliance avec le PSL et présente son équipe six jours plus tard, le 7 mars.
À l'occasion de l'élection présidentielle de novembre 1995, le président de la SdRP Aleksander Kwaśniewski est élu président de la République. Au second tour, il totalise en effet 51,7 % des voix, surclassant ainsi Lech Wałęsa. Il entre en fonction le 22 décembre, une semaine avant le seul remaniement ministériel opéré par Oleksy.

### Succession
Le président du conseil remet sa démission tout juste un mois après, le 26 janvier 1996, à la suite de l'ouverture d'une enquête contre lui par le parquet militaire. Le président de la République fait alors appel à un indépendant proche des sociaux-démocrates, l'ancien ministre de la Justice Włodzimierz Cimoszewicz, pour prendre la tête de l'exécutif. Il présente son gouvernement dès le 7 février.

## Composition

### Initiale (7 mars 1995)
| Fonction | Titulaire | Titulaire                                    | Parti |
| --- | --------- | -------------------------------------------- | ----- |
| Président du Conseil des ministres                                                                                    |           | Józef Oleksy                                 | SdRP  |
| Vice-président du Conseil des ministres Ministre de l'Agriculture et de l'Alimentation                                |           | Roman Jagieliński                            | PSL   |
| Vice-président du Conseil des ministres Ministre des Finances                                                         |           | Grzegorz Kołodko                             | Sans  |
| Vice-président du Conseil des ministres Ministre sans portefeuille Président du comité pour la recherche scientifique |           | Aleksander Łuczak                            | PSL   |
| Ministre de l'Aménagement du territoire et des Travaux publics                                                        |           | Barbara Blida                                | SdRP  |
| Ministre de la Coopération économique extérieure                                                                      |           | Jacek Buchacz                                | PSL   |
| Ministre de l'Éducation nationale                                                                                     |           | Ryszard Czarny                               | Sans  |
| Ministre de la Culture et des Arts                                                                                    |           | Kazimierz Dejmek                             | Sans  |
| Ministre de la Défense nationale                                                                                      |           | Zbigniew Okoński (jusqu'au 22/12/1995)       | Sans  |
| Ministre de la Justice Procureur général                                                                              |           | Jerzy Jaskiernia                             | SdRP  |
| Ministre des Privatisations                                                                                           |           | Wiesław Kaczmarek                            | SdRP  |
| Ministre de l'Intérieur                                                                                               |           | Andrzej Milczanowski (jusqu'au 22/12/1995)   | Sans  |
| Ministre des Transports et de la Mer                                                                                  |           | Bogusław Liberadzki                          | Sans  |
| Ministre du Travail et de la Politique sociale                                                                        |           | Leszek Miller                                | SdRP  |
| Ministre des Affaires étrangères                                                                                      |           | Władysław Bartoszewski (jusqu'au 22/12/1995) | Sans  |
| Ministre de l'Industrie et du Commerce                                                                                |           | Klemens Ścierski                             | PSL   |
| Ministre des Communications                                                                                           |           | Andrzej Zieliński                            | PSL   |
| Ministre de l'Environnement, des Ressources naturelles et des Forêts                                                  |           | Stanisław Żelichowski                        | PSL   |
| Ministre de la Santé et de la Sécurité sociale                                                                        |           | Ryszard Żochowski                            | Sans  |
| Ministre sans portefeuille Directeur du bureau du Conseil des ministres                                               |           | Marek Borowski                               | SdRP  |
| Ministre sans portefeuille Directeur du bureau central de la planification                                            |           | Mirosław Pietrewicz                          | PSL   |

### Remaniement du 29 décembre 1995
| Fonction | Titulaire | Titulaire                                     | Parti |
| --- | --------- | --------------------------------------------- | ----- |
| Président du Conseil des ministres                                                                                    |           | Józef Oleksy                                  | SdRP  |
| Vice-président du Conseil des ministres Ministre de l'Agriculture et de l'Alimentation                                |           | Roman Jagieliński                             | PSL   |
| Vice-président du Conseil des ministres Ministre des Finances                                                         |           | Grzegorz Kołodko                              | Sans  |
| Vice-président du Conseil des ministres Ministre sans portefeuille Président du comité pour la recherche scientifique |           | Aleksander Łuczak                             | PSL   |
| Ministre de l'Aménagement du territoire et des Travaux publics                                                        |           | Barbara Blida                                 | SdRP  |
| Ministre de la Coopération économique extérieure                                                                      |           | Jacek Buchacz                                 | PSL   |
| Ministre de l'Éducation nationale                                                                                     |           | Ryszard Czarny                                | Sans  |
| Ministre de la Culture et des Arts                                                                                    |           | Kazimierz Dejmek                              | Sans  |
| Ministre de la Défense nationale                                                                                      |           | Stanisław Dobrzański (à partir du 05/01/1996) | PSL   |
| Ministre de la Justice Procureur général                                                                              |           | Jerzy Jaskiernia                              | SdRP  |
| Ministre des Privatisations                                                                                           |           | Wiesław Kaczmarek                             | SdRP  |
| Ministre de l'Intérieur                                                                                               |           | Jerzy Konieczny                               | Sans  |
| Ministre des Transports et de la Mer                                                                                  |           | Bogusław Liberadzki                           | Sans  |
| Ministre du Travail et de la Politique sociale                                                                        |           | Leszek Miller                                 | SdRP  |
| Ministre des Affaires étrangères                                                                                      |           | Dariusz Rosati                                | Sans  |
| Ministre de l'Industrie et du Commerce                                                                                |           | Klemens Ścierski                              | PSL   |
| Ministre des Communications                                                                                           |           | Andrzej Zieliński                             | PSL   |
| Ministre de l'Environnement, des Ressources naturelles et des Forêts                                                  |           | Stanisław Żelichowski                         | PSL   |
| Ministre de la Santé et de la Sécurité sociale                                                                        |           | Ryszard Żochowski                             | Sans  |
| Ministre sans portefeuille Directeur du bureau du Conseil des ministres                                               |           | Marek Borowski                                | SdRP  |
| Ministre sans portefeuille Directeur du bureau central de la planification                                            |           | Mirosław Pietrewicz                           | PSL   |